# Historia o Janaszu Korczaku i o pięknej miecznikównie
Historia o Janaszu Korczaku i o pięknej miecznikównie – powieść  Józefa Ignacego Kraszewskiego.
Powieść z czasów Jana Sobieskiego. Historia miłości młodego szlachcica do córki bogatego pana. Janasz Korczak kocha Jadzię, ale nie stara się o jej rękę. Ciekawy opis polskiej szlachty w XVII wieku.
Janusz Korczak (właśc. Henryk Goldszmit) zaczerpnął z tej powieści pseudonim, pod którym był później znany (wysyłając utwór na konkurs na sztukę teatralną, ogłoszonym przez Ignacego Jana Paderewskiego).